# Lawrence Ein
Lawrence Man Hou Ein (18 de novembro de 1955) é um matemático estadunidense, que trabalha com geometria algébrica.

## Formação e carreira
Lawrence Ein obteve um bacharelado na Universidade da Califórnia em Los Angeles UCLA e um Ph.D. em 1981 na Universidade da Califórnia em Berkeley, orientado por Robin Hartshorne, com a tese Stable vector bundles on projective spaces in char p > 0 (que foi publicada no Mathematische Annalen). De 1982 a 1984 foi C.L.E. Moore instructor no Instituto de Tecnologia de Massachusetts (MIT). Foi de 1984 a 1987 professor assistente, de 1987 a 1989 professor associado, e de 1989 até a atualidade professor pleno da Universidade do Illinois em Chicago.
Foi palestrante convidado do Congresso Internacional de Matemáticos em Madrid (2006). Foi eleito fellow da American Mathematical Society em 2012.

## Publicações selecionadas
- «Hilbert schemes of smooth space curves». Annales Scientifiques de l'École Normale Supérieure. 19 (4): 469–478. 1986
- com Aaron Bertram e Robert Lazarsfeld: Bertram, A.; Ein, Lawrence; Lazarsfeld, Robert (1991). «Surjectivity of Gaussian maps for line bundles of large degree on curves». Algebraic geometry. Col: Lecture Notes in Mathematics book series (LNM, volume 1479). 1479. Berlin; Heidelberg: Springer. pp. 15–25. ISBN 978-3-540-54456-2. doi:10.1007/BFb0086260
- com Aaron Bertram e R. Lazarsfeld: Bertram, Aaron; Ein, Lawrence; Lazarsfeld, Robert (1991). «Vanishing theorems, a theorem of Severi, and the equations defining projective varieties». J. Amer. Math. Soc. 4 (3): 587–602. doi:10.1090/S0894-0347-1991-1092845-5
- com R. Lazarsfeld: Ein, Lawrence; Lazarsfeld, Robert (1993). «Global generation of pluricanonical and adjoint linear series on smooth projective threefolds». J. Amer. Math. Soc. 6 (4): 875–903. doi:10.1090/S0894-0347-1993-1207013-5
- com R. Lazarsfeld: Ein, Lawrence; Lazarsfeld, Robert (1997). «Singularities of theta divisors and the birational geometry of irregular varieties». J. Amer. Math. Soc. 10: 243–258. doi:10.1090/S0894-0347-97-00223-3
- com Jean-Pierre Demailly e R. Lazarsfeld: Demailly, Jean-Pierre; Ein, Lawrence; Lazarsfeld, Robert (2000). «A subadditivity property of multiplier ideals». arXiv:math/0002035
- com R. Lazarsfeld e Karen E. Smith: Ein, Lawrence; Lazarsfeld, Robert; Smith, Karen E (2001). «Uniform bounds and symbolic powers on smooth varieties». Inventiones Mathematicae. 144 (2): 241–262. Bibcode:2001InMat.144..241E. arXiv:math/0005098. doi:10.1007/s002220100121
- com Tommaso de Fernex: «Resolution of indeterminacy of pairs». Algebraic geometry. [S.l.: s.n.] 2002. pp. 165–177
- com R. Lazarsfeld: Ein, Lawrence; Lazarsfeld, Robert (2012). «Asymptotic syzygies of algebraic varieties». Inventiones Mathematicae. 190 (3): 603–646. Bibcode:2012InMat.190..603E. arXiv:1103.0483. doi:10.1007/s00222-012-0384-5
- com R. Lazarsfeld: Ein, Lawrence; Lazarsfeld, Robert (2015). «The gonality conjecture on syzygies of algebraic curves of large degree». Publications Mathématiques de l'IHÉS. 122 (1): 301–313. arXiv:1407.4445. doi:10.1007/s10240-015-0072-2